# Howard Gordon

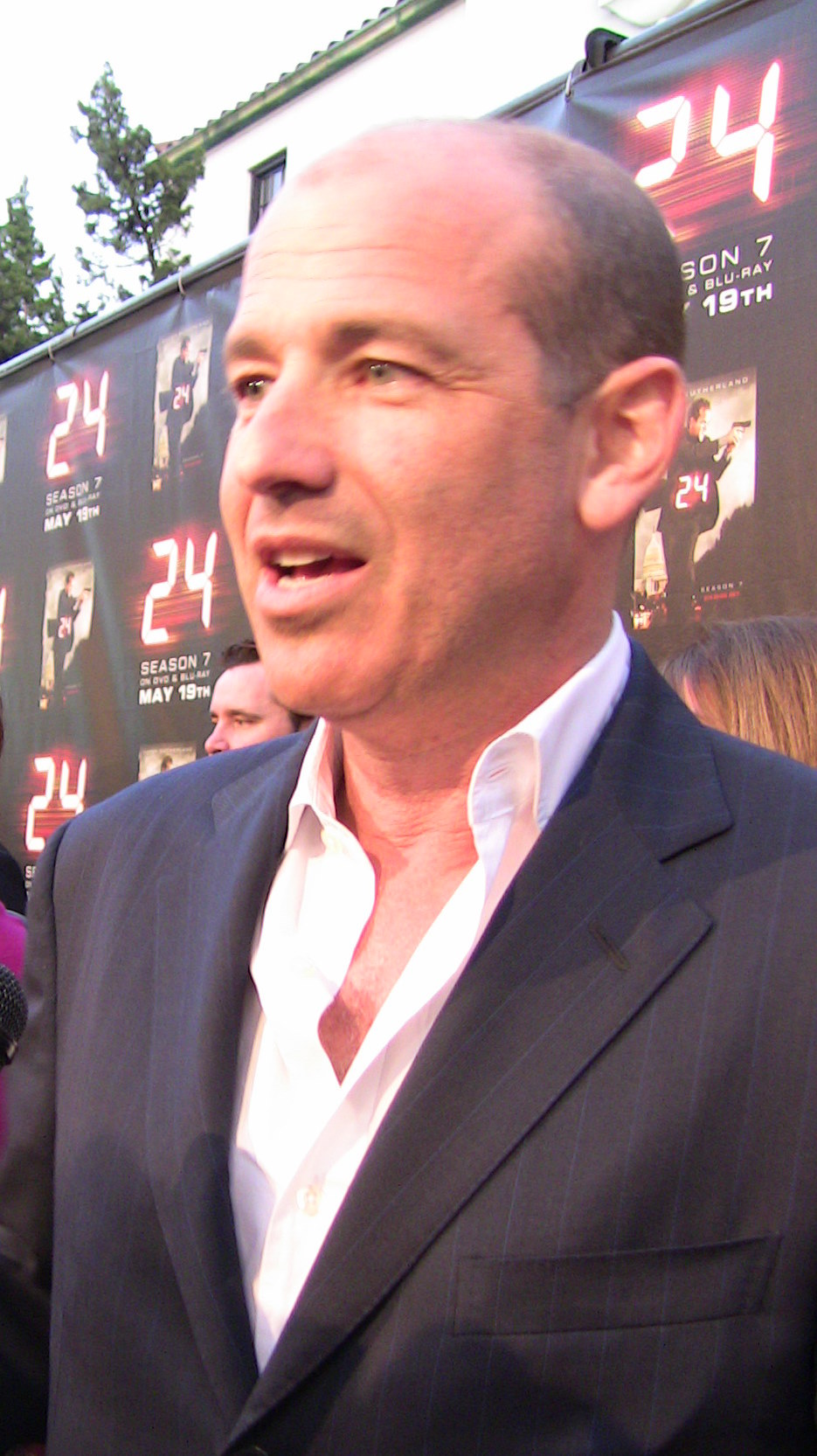
Howard Gordon.

Howard Gordon (n. Queens, Nueva York, estado de Nueva York, Estados Unidos;31 de marzo de 1961) es un escritor y productor de series estadounidense. Después de graduarse de Princeton de 1984, Gordon se fue a Los Ángeles con su compañero Alex Gansa para continuar su carrera de escritor de series de televisión. Ambos llegaron a la industria con episodio de ABC: por reclutamiento. Juntos trabajaron en la serie Beauty and the Beast como escritores, luego esa serie fue nominada para un Emmy, luego fueron llamados como productores.
En 1990, el equipo de Gansa-Gordon fue firmado en un contrato de dos años para las producciones de "Witt-Thomas Productions", durante esto crearon varios pilotos. Uno de esos pilotos fue el proyecto que ABC llamó Country Estates, con el cual obtuvieron la atención del famoso productor Chris Carter.[cita requerida]
Poco tiempo después, Carter invitó a Gordon y Gansa para que se unieran al proyecto de The X-Files como Productores de Supervisión; Gordon escribió y co-escribió varios guiones para varias temporadas de la serie, antes de irse de ella en 1997 para buscar otros proyectos. Después co-escribió un episodio de Buffy la cazavampiros, Gordon creó su propio programa, la corta serie Strange World en el año 1999. Strange World llegó a trece episodios, pero Gordon y Tim Minear, escritor de Strange World, tuvieron sus servicios acortados por Joss Whedon para hacer otro proyecto: Angel. Después de dos años trabajando con Angel, Gordon brinco en el barco para trabajar con unos de los proyectos más exitosos de FOX el año 2001 llamado 24, donde escribió varios episodios de la serie para la temporada 1 y 2, donde creó la historia completa de la serie que continuó para las temporadas 3 y 4. Gordon luego dejó el proyectó 24 en la mitad de la temporada del 2004 para volver a unirse a Minear, este tiempo para co-crear otra serie para FOX, The Inside.
- Datos: Q2410088
- Multimedia: Howard Gordon / Q2410088